# Roger Toussaint
Pour les articles homonymes, voir Toussaint (homonymie).
Roger Toussaint (né en 1956 en Trinité-et-Tobago) est le président actuel du TWU, le syndicat des employés des transports de la ville de New York. 
Né à Trinité, il arrive à New York à l'âge de 18 ans et s'installe à Brooklyn. Il enchaine différents emplois avant d'être engagé en 1984 par la Metropolitan Transportation Authority comme nettoyeur. Il devient un travailleur de voie en 1985.
Insatisfait des conditions de travail à la Transit Authority, avec d'autres travailleurs sur voies, il lance une lettre d'information appelée « On Track » qui met en relief les griefs des employés. En 1994, il devient un membre officiel d'un syndicat en étant élu leader des 1 800 membres du Département des voies. En tant que membre de la TWU, il est actif dans le suivi des revendications des salariés et mal vu de la direction. 
En novembre 1998, il est licencié par la Transit Authority pour s'être trouvé dans une voiture non autorisée pendant ses heures de travail, bien qu'il fût à ce moment en fonction syndicale officielle. Toussaint avait été victime d'un accident de travail trois mois auparavant, heurté à une intersection de voies et blessé au cou et au dos. Le management de l'entreprise avait apparemment fait appel à des détectives privés pour l'espionner. Quand cette surveillance intensive est révélée, dont le suivi de ses trajets pour accompagner son fils à la maternelle ou ses réunions syndicales, son cas devint la cause commune des syndicalistes qui exigent sa réintégration. Lors des élections de 2000, il est élu président du TWU où sa première décision fut de réduire son salaire de 25 %. 
Il a été condamné par un juge de New York à dix jours de prison pour avoir appelé à la grève des transports new-yorkais en décembre 2005, en violation de la Loi Taylor (loi qui avait été votée l'année suivant la grande grève de 1966). Il fut libéré au bout de trois jours pour bonne conduite.

## Source
- (en) Cet article est partiellement ou en totalité issu de l’article de Wikipédia en anglais intitulé « Roger Toussaint » (voir la liste des auteurs).